# Сатурн (премія, 2013)
39-а церемонія вручення нагород премії «Сатурн» за заслуги в царині кінофантастики, зокрема в галузі наукової фантастики, фентезі та жахів за 2012 рік, яка відбулася 26 червня 2013 року.

## Лауреати і номінанти
Нижче наведено повний список номінантів та переможців. Переможці виділені жирним шрифтом.

### Фільми
| Найкращий актор | Найкраща акторка |
| --- | --- |
| - Меттью Макконахі — за роль Джо Купера у фільмі Кіллер Джо - Крістіан Бейл — за роль Брюса Вейна / Бетмен у фільмі Темний лицар повертається - Деніел Крейг — за роль Джеймса Бонда у фільмі 007: Координати «Скайфолл» - Мартін Фріман — за роль Більбо Беггінса у фільмі Хоббіт: Несподівана подорож - Г'ю Джекман — за роль Жана Вальжана у фільмі Знедолені - Джозеф Гордон-Левітт — за роль Джо Сіммонса (молодого) у фільмі Петля часу | - Дженніфер Лоуренс — за роль Кітнісс Евердін у фільмі Голодні ігри - Джессіка Честейн — за роль Маї у фільмі Мета номер один - Енн Дауд — за роль Сандри у фільмі Експеримент «Покора» - Зої Казан — за роль Рубі Спаркс у фільмі Рубі Спаркс - Гелен Міррен — за роль Альми Ревілль у фільмі Хічкок - Наомі Воттс — за роль Марії Беннетт у фільмі Неможливе |
| Найкращий актор другого плану | Найкраща акторка другого плану |
| - Кларк Грегг — за роль Філліпа Коулсона у фільмі Месники - Хав'єр Бардем — за роль Рауля Сильва у фільмі 007: Координати «Скайфолл» - Майкл Фассбендер — за роль андроїда Девіда у фільмі Прометей - Ієн Маккеллен — за роль Ґандальфа у фільмі Хоббіт: Несподівана подорож - Крістоф Вальц — за роль Кінга Шульца у фільмі Джанґо вільний - Джозеф Гордон-Левітт — за роль Джона Блейка у фільмі Темний лицар повертається                  | - Енн Гетевей — за роль Жінки-Кішки у фільмі Темний лицар повертається - Джуді Денч — за роль M у фільмі 007: Координати «Скайфолл» - Джина Гершон — за роль Шарли Сміт у фільмі Кілер Джо - Енн Гетевей — за роль Фонтін у фільмі Знедолені - Ніколь Кідман — за роль Шарлотти Блесс у фільмі Газетяр - Шарліз Терон — за роль королеви Ровенни у фільмі Білосніжка та мисливець |
| Найкращий молодий актор чи акторка | Найкращий сценарій |
| - Сурадж Шарма — за роль Пі Пателя у фільмі Життя Пі - Сі Джей Адамс — за роль Тімоті Гріна у фільмі Дивне життя Тімоті Гріна - Том Голланд — за роль Лукаса Беннетта у фільмі Неможливе - Деніел Хаттлстоун — за роль Гавроша у фільмі Знедолені - Хлоя Морец — за роль Керолін Стоддард у фільмі Похмурі тіні - Кувенжане Уолліс — за роль Тихецуценя у фільмі Звірі дикого Півдня                                                          | - Квентін Тарантіно — Джанґо вільний - Трейсі Леттс — Кілер Джо - Девід Мегі — Життя Пі - Мартін Макдона — Сім психопатів - Джосс Відон — Месники - Джосс Відон і Дрю Годдард — Хижа у лісі |
| Найкращий режисер | Найкращий костюм |
| - Джосс Відон — Месники - Крістофер Нолан — Темний лицар повертається - Пітер Джексон — Хоббіт: Несподівана подорож - Вільям Фрідкін — Кілер Джо - Раян Джонсон — Петля часу - Енг Лі — Життя Пі | - Пако Дельгадо — Знедолені - Коллін Етвуд — Білосніжка та мисливець - Боб Бак, Енн Маскрі та Річард Тейлор — Хоббіт: Несподівана подорож - Жаклін Дюрран — Анна Кареніна - Кім Баррет та П'єр-Ів Гайро — Хмарний атлас - Шарен Девіс — Джанґо вільний |
| Найкращий грим | Найкращі спецефекти |
| - Хайке Меркер, Деніел Паркер та Джеремі Вудхед — Хмарний атлас - Давид Марті, Монсе Рібе та Васіт Сучітта — Неможливе - Пітер Кінг, Рік Фіндлейтер та Тамі Лейн — Хоббіт: Несподівана подорож - Джин Енн Блек та Фей фон Шредер — Сутінки Сага: Світанок — Частина 2 - Наомі Донн, Дональд Моват та Лав Ларсон — 007: Координати «Скайфолл» - Грег Нікотеро, Говард Бергер, Пітер Монтанья та Джулі Х'юетт — Гічкок                          | - Янек Сіррс, Джефф Уайт, Гай Вільямс та Ден Судік — Месники - Джо Леттері, Ерік Сейндон, Девід Клейтон та Р. Крістофер Уайт — Хоббіт: Несподівана подорож - Кріс Корбоулд, Пітер Чанг, Скотт Р. Фішер та Сью Роу — Джон Картер: між двох світів - Седрік Ніколас-Троян, Філ Бреннан, Ніл Корбоулд та Майкл Доусон — Білосніжка та мисливець - Грейді Кофер, Пабло Хелман, Джіні Кінг та Берт Далтон — Морський бій - Білл Вестенгофер, Гійом Рошерон, Ерік-Ян де Бур та Дональд Елліот — Життя Пі |
| Найкраща музика | Найкращий науково-фантастичний фільм |
| - Денні Ельфман — Франкенвіні - Говард Шор — Хоббіт: Несподівана подорож - Ганс Циммер — Темний лицар повертається - Даріо Маріанеллі — Анна Кареніна - Томас Ньюман — 007: Координати «Скайфолл» - Майкл Данна — Життя Пі | - Месники - Хроніка - Хмарний атлас - Голодні ігри - Петля часу - Прометей |
| Найкращий пригодницький фільм або бойовик | Найкращий фентезійний фільм |
| - 007: Координати «Скайфолл» - Спадок Борна - Темний лицар повертається - Джанґо вільний - Знедолені - Викрадена 2 | - Життя Пі - Нова Людина-павук - Хоббіт: Несподівана подорож - Білосніжка і мисливець - Рубі Спаркс - Третій зайвий |
| Найкращий фільм жахів або трилер | Найкращий анімаційний фільм |
| - Хижа у лісі - Арго - Неможливе - Сім психопатів - Жінка в чорному - Тридцять хвилин по півночі | - Франкенвіні - Відважна - Паранорман - Ральф-руйнівник |
| Найкращий фільм іноземною мовою | Найкраща робота художника-постановника |
| - Мисливці за головами - Анна Кареніна - Курча з чорносливом - Фея - Мій шлях - Pusher | - Ден Хенна — Хоббіт: Несподівана подорож - Девід Гропман — Життя Пі - Єва Стюарт — Знедолені - Рік Генріхс — Похмурі тіні - Сара Грінвуд — Анна Кареніна - Х'ю Бейтап та Улі Ханіш — Хмарний атлас |
| Найкращий монтаж | Найкращий незалежний фільм |
| - Олександр Бернер — Хмарний атлас - Стюарт Берд та Кейт Берд — 007: Координати «Скайфолл» - Джеффрі Форд та Ліза Лассек — Месники - Джон Гілрой — Спадок Борна - Боб Дюксей — Петля часу - Тім Сквайрс — Життя Пі | - Кілер Джо - Робот і Френк - Шукаю друга на кінець світу - Безпека не гарантується - Газетяр - Експеримент «Покора» - Гічкок |

### Телебачення
| Найкращий телесеріал | Найкращий телесеріал, зроблений для кабельного телебачення |
| --- | --- |
| - Революція (NBC) - Послідовники (Fox) - Межа (Fox) - Надприродне (The CW) - Якось у казці (ABC) - Елементарно (CBS) | - Пуститися берега (AMC) - Американська історія жаху: Притулок (FX) - Декстер (Showtime) - Противага (TNT) - Реальна кров (HBO) - Убивство (Syfy) |
| Найкращий телеактор | Найкраща телеакторка |
| - Браян Кренстон — Пуститися берега (AMC) за роль Волтера Вайта - Кевін Бейкон — Послідовники (Fox) за роль Раяна Гарді - Ендрю Лінкольн — Ходячі мерці (AMC) за роль Ріка Граймса - Тімоті Гаттон — Противага (TNT) за роль Нейтана Форда - Майкл Голл — Декстер (Showtime) за роль Декстера Моргана - Джошуа Джексон — Межа (Fox) за роль Пітера Бішопа - Біллі Берк — Революція (NBC) за роль Майлса Метісона | - Анна Торв — Межа (Fox) за роль Олівії Данхем - Трейсі Спірідакос — Революція (NBC) за роль Чарлі Метісон - Сара Полсон — Американська історія жаху: Притулок (FX) за роль Лани Вінтерс - Мун Бладгуд — Коли падають небеса (TNT) за роль Енн Гласс - Шарлотта Райлі — Світ без кінця (Reelz) за роль Каріс Вулер - Мірей Інос — Убивство (AMC) за роль Сари Лінден |
| Найкращий телеактор другого плану | Найкраща телеакторка другого плану |
| - Джонатан Бенкс — Пуститися берега (AMC) за роль Майка Ермантрауда - Колм Міні — Пекло на колесах (AMC) за роль Томаса Дюрана - Джанкарло Еспозіто — Революція (NBC) за роль Тома Невілла - Тодд Ласанке — Спартак: Війна проклятих (Starz) за роль Юлія Цезара - Девід Морріссі — Ходячі мерці (AMC) за роль губернатора - Джон Нобл — Межа (Fox) за роль Волтера Бішопа                                       | - Лорі Голден — Ходячі мерці (AMC) за роль Андреа - Бет Рісґраф — Противага (TNT) за роль Паркер - Дженніфер Карпентер — Декстер (Showtime) за роль Дебри Морган - Анна Ганн — Пуститися берега (AMC) за роль Скайлер Вайт - Джессіка Ленґ — Американська історія жаху: Притулок (FX) за роль Джуд Мартін - Сара Картер — Коли падають небеса (TNT) за роль Маргарет |
| Найкраща телевізійна презентація | Найкраща гостьова телероль |
| - Пуститися берега (AMC) - Спартак: Війна проклятих (Starz) - Коли падають небеса (TNT) - Пересмішник провулок (NBC) - Континуум (SyFy) - Гра престолів (HBO) - Світ без кінця (Reelz) | - Івонн Страховскі — Декстер (Showtime) за роль Ханни Маккей - Рей Стівенсон — Декстер (Showtime) за роль Ісаака Сірко - Марк Шепард — Противага (TNT) за роль Джима Стерлінга - Ленс Реддік — Межа (Fox) за роль Філіпа Бройлса - Блер Браун — Межа (Fox) за роль Ніни Шарп - Террі О'Квінн — Коли падають небеса (TNT) за роль Артура Манчестера                   |
| Найкращий телесеріал, орієнтований на молодь | |
| - Вовченя (MTV) - Щоденники вампіра (The CW) - Стріла (The CW) - Доктор Хто (BBC America) - Пригоди Мерліна (Syfy) - Красуня і чудовисько (The CW) | |

### Домашня колекція
| Найкращий DVD або Blu-ray фільм | Найкраща колекція DVD фільмів |
| --- | --- |
| - Торкніться назад - Прикутий - Космополіс - Тисяча скорочень - Атлас рознизав плечима: частина ІІ - Скринька прокляття                                                                                                 | - Універсальні класичні монстри (Колекція основи) - Альфред Гічкок (Колекція шедеврів) - Королівська битва (Повна колекція) - фільми про Джеймса Бонда (Повна колекція з 22 фільмів) - Темні тіні (Повна оригінальна серія) - Бастер Кітон (Неперевершена колекція Blu-ray) |
| Найкращий DVD або Blu-ray спецвипуск | Найкращий телевізійний DVD-реліз |
| - Маленька крамничка жахів (Режисерська версія) - Лоуренс Аравійський (Колекціонне видання до 50-річчя) - Вампіри (Класичне видання) - Стенлі Кубрик: Страх і Бажання - Щелепи (Universal Studios Видання до 100-річчя) | - Зоряний шлях: Наступне покоління (1 і 2 сезони) - Спартак: Помста - Шазам! (Повна жива серія ) - У пошуках... (Повна серія) - Біг Логана (Повна серія) - Річка (Повний перший сезон)                                                                                      |

### Особливі нагороди
| Нагорода                                            | Лауреати          |
| --------------------------------------------------- | ----------------- |
| Нагорода за досягнення (Lifetime Achievement Award) | • Джонатан Фрейкс |
| Нагорода за досягнення (Lifetime Achievement Award) | • Річард Метісон  |
| Нагорода за досягнення (Lifetime Achievement Award) | • Вінс Гілліган   |
| Нагорода за досягнення (Lifetime Achievement Award) | • Вільям Фрідкін  |